# Габі Рокмаєр
Габріеле «Габі» Рокмаєр (нім. Gabriele "Gabi" Rockmeier; нар. 29 листопада 1973) — німецька легкоатлетка, яка спеціалізувалася на спринті.
До возз'єднання Німеччини на міжнародних змаганнях представляла Західну Німеччину.
Сестра — Біргіт (нар. 1973) — чемпіонка світу та Європи з естафетних дисциплін.

## Спортивні досягнення
Фіналістка (6-е місце) олімпійських змагань з естафетного бігу 4×100 метрів (2000).
Чемпіонка світу з естафетного бігу 4×100 метрів (2001). Фіналістка (5-е місце) чемпіонату світу з естафетного бігу 4×100 метрів (1999).
Двічі на Кубках світу була 3-ю з естафетного бігу 4×100 метрів (1998, 2002). Також фінішувала 6-ю у бігу на 200 метрів на Кубку світу (2002).
Бронзова призерка чемпіонату світу серед юніорів з естафетного бігу 4×100 метрів (1992).
Срібна призерка чемпіонатів Європи з естафетного бігу 4×100 метрів (1998, 2002). Дворазова фіналістка чемпіонатів Європи з бігу на 200 метрів — 5-е місце у 2002 та 7-е місце у 1998.
Бронзова призерка чемпіонату Європи в приміщенні з бігу на 200 метрів (2002).
Чемпіонка Європи серед юніорів з естафетного бігу 4×100 метрів (1991).
На Кубках Європи з естафетного бігу 4×100 метрів була тричі 2-ю (1998, 2002, 2003) та двічі 3-ю (1997, 1999).
Чемпіонка Німеччини з бігу на 100 метрів (2001), 200 метрів (2001, 2002, 2003) та естафетного бігу 4×100 метрів (2001).
Чемпіонка Німеччини в приміщенні з бігу на 60 метрів (2004), 200 метрів (2002, 2003) та естафетного бігу 4×200 метрів (1999, 2001, 2002, 2003).